# اروین مادلونگ
 اروین مادلونگ (آلمانی: Erwin Madelung؛ زاده ۱۸ مهٔ ۱۸۸۱ درگذشته ۱ اوت ۱۹۷۲) یک دانشمند اهل آلمان بود. 